# Live ’98
Live '98 – drugi oficjalny album koncertowy zespołu TSA wydany w listopadzie 1998 roku nakładem Warner Music Poland. Nagrań dokonano we wrześniu 1998 roku w Sopocie. Marek Piekarczyk i Andrzej Nowak po kilkuletniej emigracji do Stanów Zjednoczonych wrócili z nowym wcieleniem TSA na dwa koncerty do Polski. Zadebiutował na nich tzw. amerykański skład – obok Piekarczyka i Nowaka zagrali: były gitarzysta zespołu Antoni Degutis (w zespole w latach 1984–1986 zastępował Andrzeja Nowaka), basista Paweł Mąciwoda oraz perkusista Duane Cleveland.

## Lista utworów
1. Intro (02:09)
2. Jestem głodny (04:52)
3. Chodzą ludzie (05:28)
4. Heavy Metal World (06:00)
5. Trzy zapałki (07:20)
6. Mass Media (04:42)
7. Wpadka (03:15)
8. 51 (07:01)
9. Maratończyk (12:45)
10. TSA Rock (05:12)
11. Kocica (06:26)
12. Bez podtekstów (07:15)

## Skład zespołu
- Marek Piekarczyk - śpiew
- Andrzej Nowak - gitara
- Antoni Degutis - gitara
- Paweł Mąciwoda - bass
- Duane Cleveland - perkusja